# Joshua Titima
Joshua Titima (20 ottobre 1992) è un calciatore zambiano, portiere del Power Dynamos e della Nazionale zambiana.

## Palmarès

### Nazionale
- Coppa d'Africa: 1

2012